# Fort VII in Posen
Das Fort VII in Posen (polnisch Fort VII w Poznaniu; dort auch mit dem Zusatz „Vernichtungslager“ – Fort VII w Poznaniu [obóz zagłady]) ist ein Teil der Festung Posen und wurde in der Zeit des Nationalsozialismus vom Sicherheitsdienst des Reichsführers SS und später von der Geheimen Staatspolizei als Polizeigefängnis und Übergangslager geführt und kurzzeitig als Konzentrationslager Posen bezeichnet.
In einer Kasematte des Forts VII wurden in der zweiten Oktoberhälfte oder sogar noch vor dem 9. Oktober des Jahres 1939 in einer „Probevergasung“ mehrere Psychiatriepatienten durch Kohlenstoffmonoxid ermordet. Heinrich Himmler ließ sich dort die Wirkungsweise dieser Vergasungsmethode am 12. oder 13. Dezember 1939 vorführen. Wenig später verwendeten die Tötungsanstalten der Aktion T4 dieses Gas ebenfalls.

## Organisation des Lagers

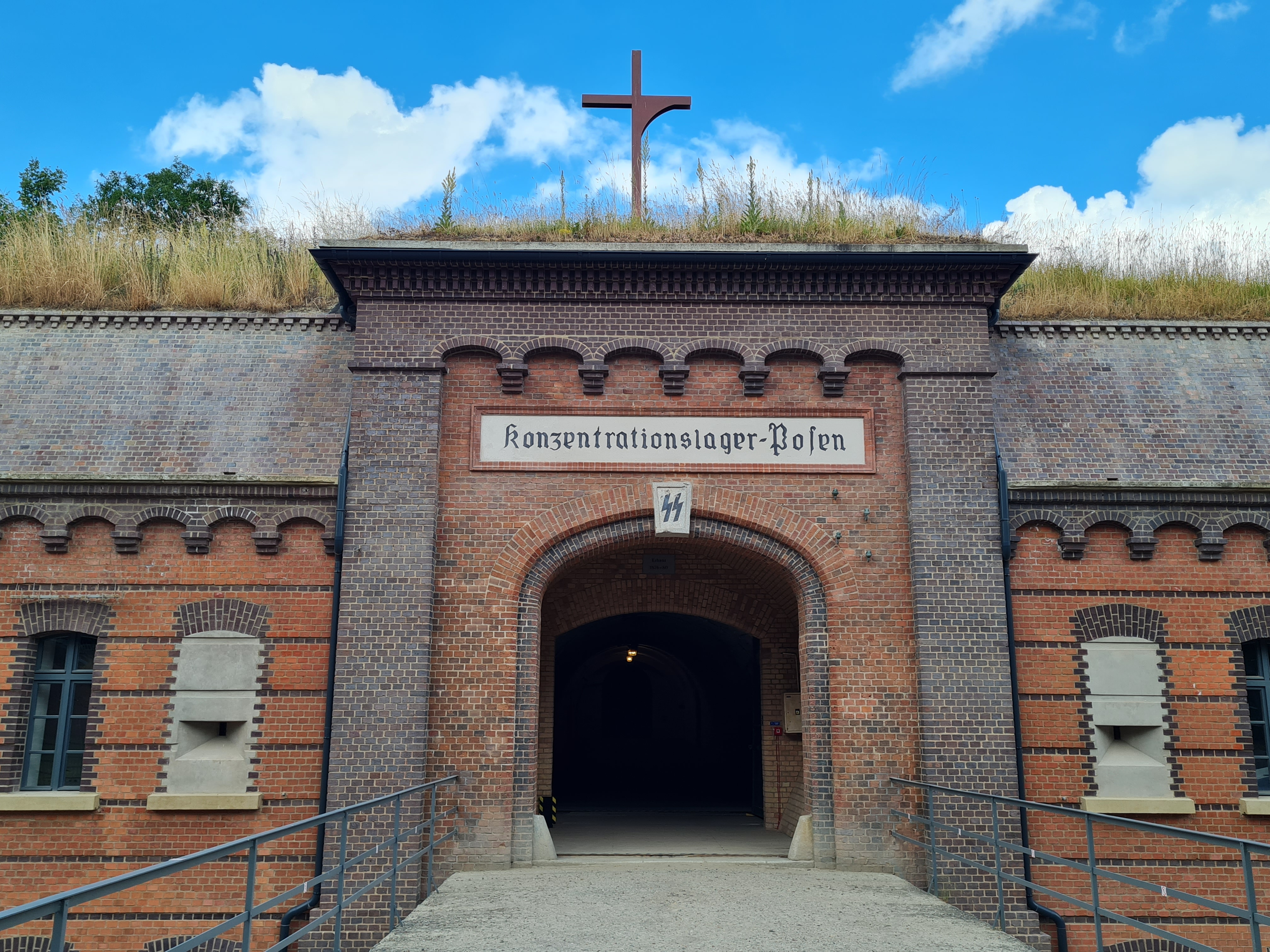
Fort VII als „Konzentrationslager Posen“

Das Fort VII gehörte als „Fort Colomb“ zum preußischen Befestigungssystem des 19. Jahrhunderts, das die Stadt Posen umgab (Festung Posen). Es war durch einen tiefen Graben und hohen Festungswall abgesichert, der überdies durch einen Eisenzaun sowie Drahtverhaue verstärkt wurde. Die Kasematten waren von einem großen Innenhof aus zugänglich.
Die Existenz des Lagers ist ab dem 10. Oktober 1939 zunächst unter der Bezeichnung „Sicherheitspolizei, Chef der Einsatzgruppe VI, Konzentrationslager Posen“ belegt. Als erster Leiter war für wenige Tage der SS-Untersturmführer Herbert Lange verantwortlich. Vierzehn Tage später wurde der besetzte „Militärbezirk Posen“ als Reichsgau Posen – ab Ende Januar 1940 Reichsgau Wartheland genannt – unter Zivilverwaltung gestellt. Reichsstatthalter war Arthur Greiser.
Als zweiter Leiter des Lagers amtierte vom 16. Oktober 1939 bis zum 15. Oktober 1941 SS-Hauptsturmführer Hans Weibrecht, der zum Kommandanten des „Konzentrationslagers Posen“ ernannt wurde und dieses auch nach dem Muster reichsdeutscher Konzentrationslager mit entsprechenden Lagervorschriften organisieren sollte. Allerdings war dieses Lager nie Teil des Lagersystems des Inspekteurs der Konzentrationslager oder des SS-Wirtschafts- und Verwaltungshauptamtes. Formal zeichnete Weibrecht als „Geheime Staatspolizei. Staatspolizeistelle Posen. Übergangslager – Fort VII“. Als weitere Kommandanten werden SS-Hauptsturmführer Kühndel und SS-Obersturmführer Hans Walter genannt.

## Übergangslager
Im besetzten Warthegau wurden Polen schon für kleinste Vergehen in Haft genommen. Überproportional oft wurde die Todesstrafe ausgesprochen. Fort VII war hauptsächlich als Übergangs- oder Durchgangslager zu einem anderen Gefängnis oder einem Konzentrationslager gedacht. Anfangs kam es vereinzelt zu Entlassungen. Fort VII war auch Hinrichtungsstätte; Massenexekutionen jedoch – wie zum Beispiel die Erschießung von 70 polnischen Studenten am 7. November 1939 – wurden weitab des Lagers durchgeführt.
Es gibt nur unsichere Schätzungen zur Zahl der Hingerichteten und der unter widrigen Haftbedingungen im Lager Verstorbenen. Wahrscheinlich kamen 10.000 bis 15.000 Menschen im Fort VII um. Nur 479 Opfer sind namentlich bekannt.
Seit März 1943 verbrachte man Häftlinge des Fort VII in das „Polizeigefängnis der Sicherheitspolizei und Arbeitserziehungslager in Posen-Lenzingen“ in Żabikowo. Das Fort VII wurde im April 1944 aufgelöst.

## Vernichtungsstätte

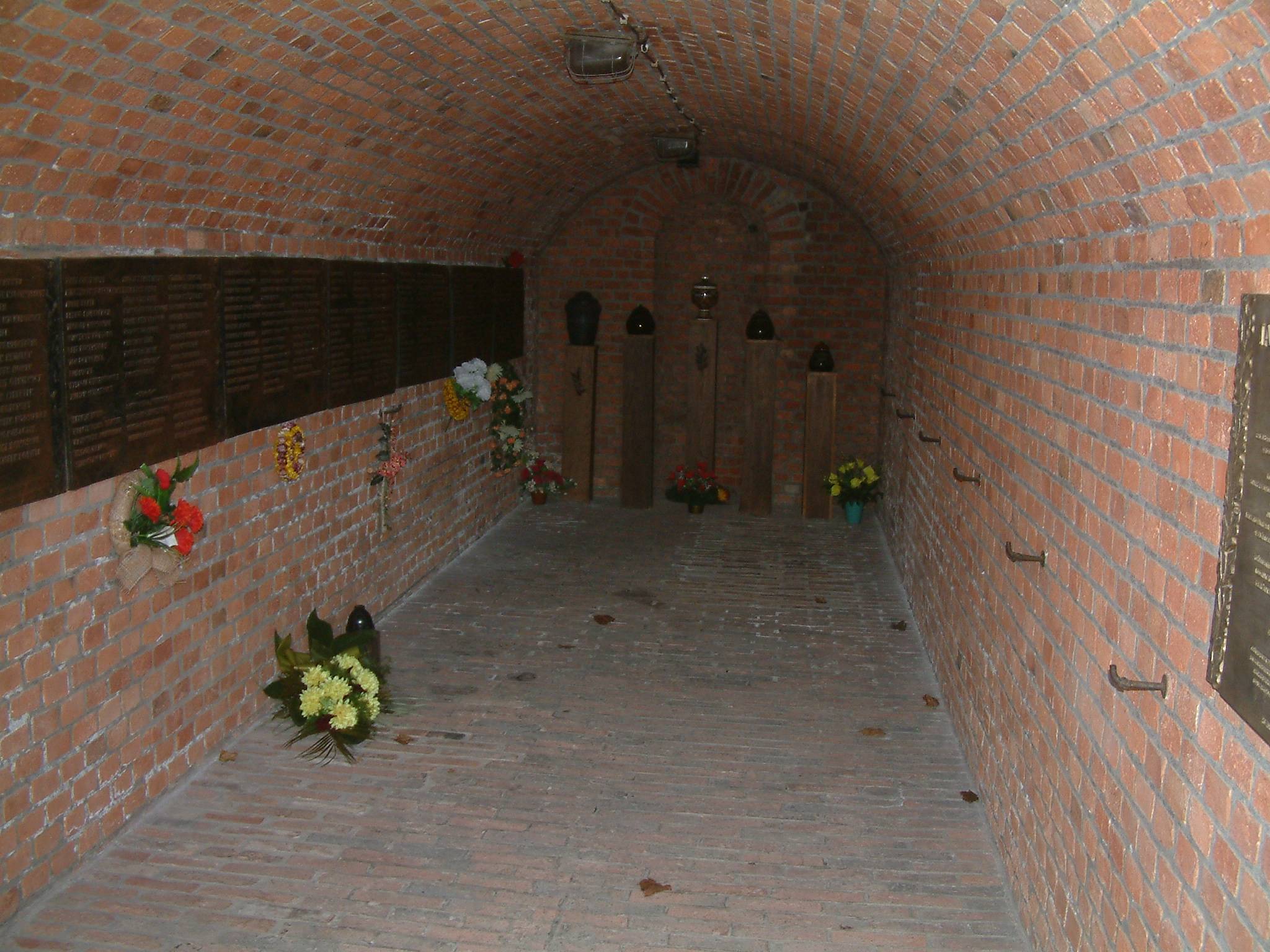
Kasematte 17, die 1939 als Gaskammer diente

Vermutlich Mitte Oktober 1939 wurden im Fort VII an einer unbekannten Anzahl von Menschen in einer provisorischen Gaskammer, deren Eisentür zumindest anfangs keine Abdichtung hatte, erstmals „Probevergasungen“ durchgeführt. Wahrscheinlich war dabei August Becker vom Kriminaltechnischen Institut der Sicherheitspolizei anwesend, der im Januar 1940 im Rahmen der Aktion T4 die Probevergasungen in der NS-Tötungsanstalt Brandenburg beaufsichtigte. Der Reichsführer SS Heinrich Himmler, in dessen Gefolge sich wohl auch Paul Werner befand, wohnte als Beobachter am 12. oder 13. Dezember 1939 einer Vergasungsaktion bei.
Die Morde wurden mittels Kohlenstoffmonoxidgas (CO) ausgeführt, das aus Stahlflaschen aus dem Werk Ludwigshafen der I. G. Farben eingeleitet wurde. Es ist nicht ausgeschlossen, dass bei einer „Probevergasung“ auch das Entwesungsmittel Zyklon B eingesetzt wurde.
Die Gaskammer in Fort VII wurde nur im November und Dezember 1939 verwendet. Man schätzt, dass im Fort VII in Posen bis zu 400 psychisch Kranke mit Kohlenstoffmonoxid vergast wurden, darunter 27 Patienten aus der Abteilung für Geisteskranke des Stadtkrankenhauses in Posen.
Weitere Patienten der Provinzial-Irren-Heilanstalt zu Owinsk (polnisch: Zakład Psychiatryczny w Owińskach) in Treskau/Owinsk wurden in einem ersten getarnten Gaswagen ermordet, wobei Kohlenstoffmonoxidgas aus Stahlflaschen verwendet wurde.

## Deutungen
Die Ermordung von Anstaltspatienten im Fort VII in Posen wurde von Mitgliedern der Einsatzgruppe VI unter Erich Naumann durchgeführt; diese handelten völlig unabhängig vom Apparat der Aktion T4. Nach Darstellung von Volker Rieß ging die Initiative zur Ermordung von psychisch Erkrankten von den Chefs der Zivilverwaltung und den Gauleitern Franz Schwede-Coburg, Albert Forster und Arthur Greiser aus, die sich unmittelbar oder über Höhere SS- und Polizeiführer an Himmler wandten, der nach Genehmigung durch Adolf Hitler Personal zur Verfügung stellte. Ernst Klee weist nach, dass Robert Schulz, Chef der Gauselbstverwaltung und zugleich der Gesundheitsabteilung beim Reichsstatthalter Greiser, Vollmachten für Gaswagenmorde ausstellte.
Polnische Historiker weisen nach, dass die Anstalten als SS-Kasernen, für deutsche Kranke oder als Fürsorgeheime für Deutsche weitergenutzt wurden. Volker Rieß hält die Interpretation für überzogen, dass „letztlich alle Krankenmorde 1939/40 im besetzten Osten“ mit dem Platzbedarf für Umsiedler oder für SS-Ersatzeinheiten zu begründen seien. Neben rationalen Nützlichkeitserwägungen sei es um ideologisch begründete „rassenpolitische Flurbereinigung“ gegangen.